# Jorge Federico Carlos de Brandeburgo-Bayreuth
Jorge Federico Carlos de Brandeburgo-Bayreuth-Kulmbach (Sulzbürg, 19 de junio de 1688 - Bayreuth, 17 de mayo de 1735) fue Margrave del Principado franconio de Bayreuth.
Jorge Federico era el hijo mayor de Cristián Enrique de Brandeburgo-Kulmbach (1661-1708) y su esposa Sofía Cristiana de Wolfstein (1667-1737). Procedía de la línea secundaria de los Hohenzollern de Franconia y en 1726 sucedió al margrave Jorge Guillermo en el Principado de Bayreuth, por lo que se le conoce por de Brandeburgo-Bayreuth-Kulmbach o simplificando Brandeburgo-Bayreuth, mientras que a su padre se le designa de Brandeburgo-Kulmbach. Era hermano de la reina danesa Sofia Magdalena de Brandeburgo-Kulmbach

## Juventud
Al principio fue educado por su religiosa madre y después en Bielefeld. De 1700 a 1704 hizo largos viajes por Europa, visitando Dinamarca, Francia y Holanda, donde estudió durante cuatro años en la universidad de Utrecht. Al morir su padre, regresó a casa. La familia residía desde 1708 en el palacio de Weferlingen en Magdeburgo, que les había asignado el rey Federico I de Prusia después de que el padre de Jorge Federico, cargado de deudas, hubiera renunciado a las posesiones de los  Hohenzollern en Franconia en favor de Prusia.

## Sucesión
Jorge Federico intentó anular la renuncia hecha por su padre y rescindir el consiguiente acuerdo, para lo que contó con el apoyo de los estamentos franconios, quienes temían que Prusia dividiera el Círculo de Franconia. Tras prolongadas negociaciones lo consiguió en 1722, si bien a costa de graves cargas económicas.

## Margrave de Brandeburgo-Bayreuth
Al morir el margrave Jorge Guillermo en 1726 sin descendientes varones, Jorge Federico pudo sucederle sin más dificultades en el Principado de Bayreuth. Entonces dedicó muchos esfuerzos a sanear la pésima situación financiera y a mejorar la política interior. A diferencia de otros gobernantes de la época, no tenía ambiciones políticas o militares. Como pietista, se concentró más bien en la vida religiosa.
En Bayreuth aumentaron las construcciones, también fuera de las murallas, se fundaron nuevas escuelas y un orfanato, se renovaron el palacio de Himmelkron y la iglesia municipal.

## Matrimonio y descendencia
Jorge Federico se casó en 1709 con Dorotea de Schleswig-Holstein-Sonderburg-Beck (1685-1761), que se divorciaron en 1716. Tuvieron los siguientes hijos:
- Sofía Cristina Luisa (1710-1773), casada en 1731 con el Príncipe Alejandro Fernando de Thurn und Taxis (1704-1773)
- Federico III de Brandeburgo-Bayreuth (1711-1763), Margrave de Brandeburgo-Bayreuth, casado en primeras nupcias con la Princesa Guillermina de Prusia (1709-1758) y en segundas nupcias con la Princesa Sofía Carolina de Brunswick-Wolfenbüttel (1737-1817)
- Guillermo Ernesto (1712-1733)
- Sofía Carlota de Brandeburgo-Bayreuth (1713-1749), casada en 1734 con el Duque Ernesto Augusto I de Sajonia-Weimar-Eisenach (1688-1748)
- Guillermina Sofía (1714-1749), casada en 1734 con el Príncipe Carlos Edzard de Frisia oriental (1716-1744)